# Masques au Mali

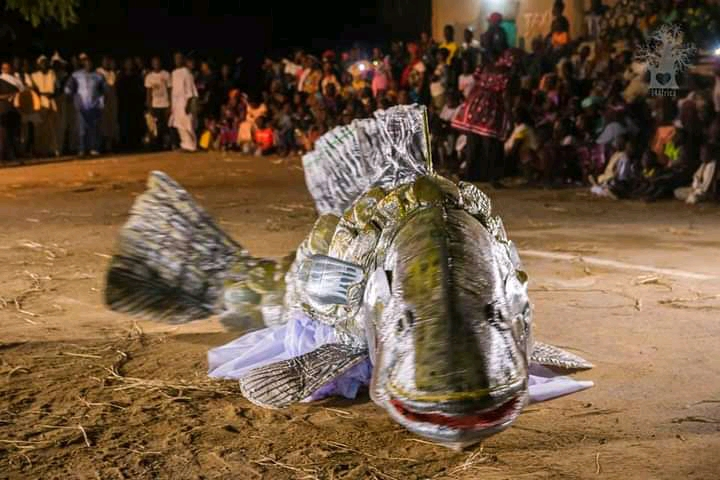
Un masque de Markala.

Les masques du Mali, comme dans la plupart des pays d'Afrique, revêtent une grande importance lors des différentes cérémonies qui ponctuent la vie des populations. Dans un certain nombre de cérémonies, en particulier les sogobo, la sortie des masques est associée à celle des marionnettes.
Chaque année, dans la région de Ségou, a lieu le Festival des masques et marionnettes de Markala (Fesmamas).

## Masques bambaras
- Ciwara
- Masque Koré Suruku

## Masques dogons

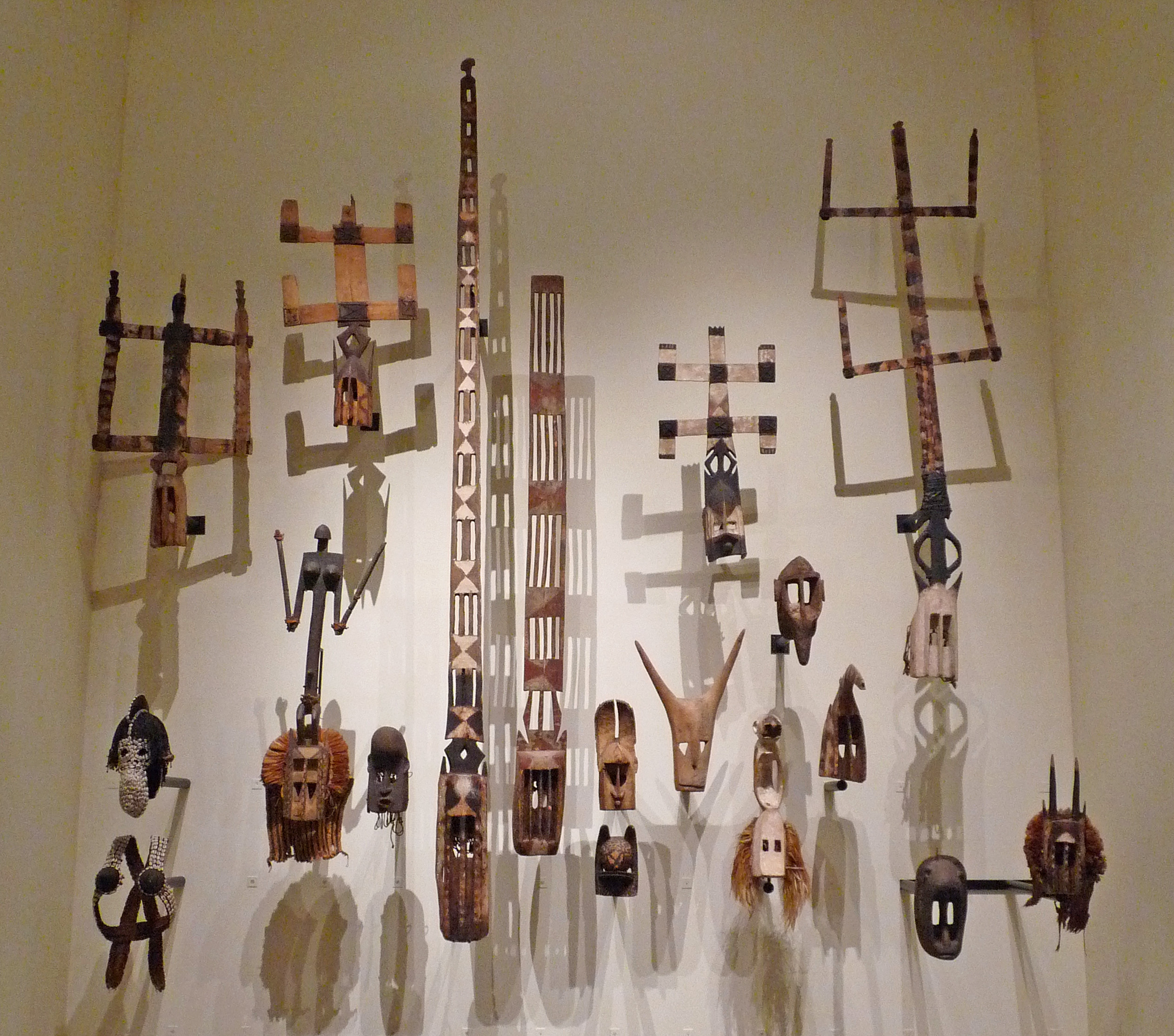
Masques dogons au Musée du quai Branly. On peut repérer facilement les masques Kanagas dans la rangée du haut et les masques Sirigé, les plus longs (au milieu). Tout à gauche, au milieu, se trouve un masque Pullo Yana, ornementé de cauris. À sa droite, on repère un masque Satimbé avec sa statuette aux bras levés.

Les masques dogons sont traditionnellement portés par les membres de la Société Awa (société des masques) lors du dama (cérémonies de la levée de deuil).
- Masque Kanaga
- Masque lièvre
- Masque Sirigé (masque maison à étage)
- Masque Satimbé (sœur des masques)
- Masque Pullo Yana (masque femme peule)
- Masque Orubaru
- Masque Bûcheron goitreux
- Masque Amma Ta
- Masque Walu (masque antilope)
- Masque Albarga (le vieillard)
- Masque Sangara Paypay
- Grand masque